# Boulonnais
Boulonnais ist eine in der französischen Region Nord-Pas-de-Calais beheimatete Kaltblutpferderasse mit ausgeprägtem orientalischen Einfluss.
Hintergrundinformationen zur Pferdebewertung und -zucht finden sich unter: Exterieur, Interieur und Pferdezucht.

## Exterieur

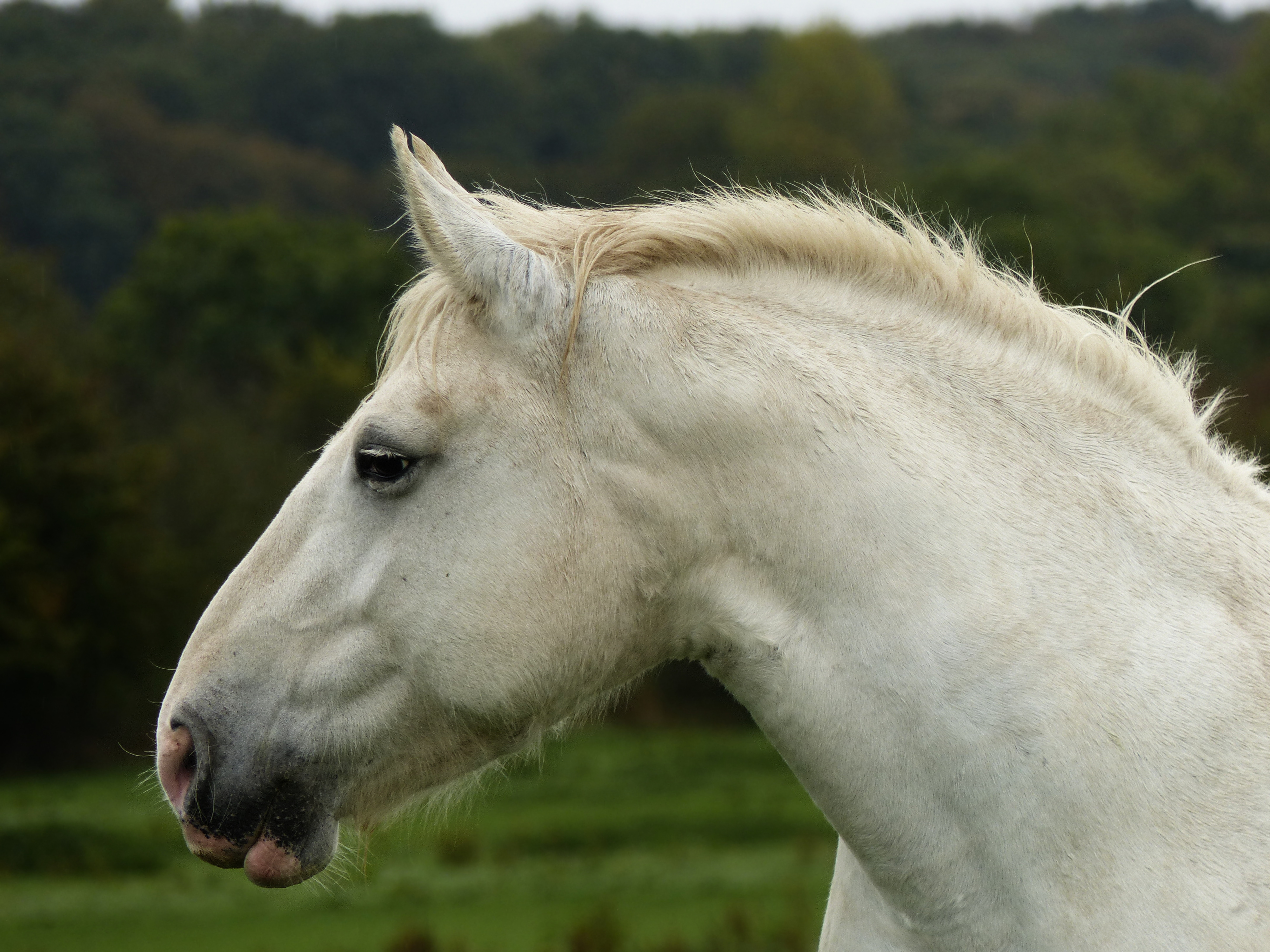
Kopfstudie einer Boulonnais-Stute

### Körperbau
Der Boulonnais ist ein harmonisch und kompakt gebauter Kaltblüter, der sowohl orientalischen als auch spanischen Einfluss nicht verleugnen kann.
Den leichten, kleinen und edlen Kopf kennzeichnen kurze Ohren, große Augen mit langen Wimpern, eine breite, aber flache Stirn, weite Nüstern und ein feines Maul sowie eine konvex oder gradlinig verlaufende Nasenlinie. Der muskulöse, lange, breite sowie wohlangesetzte und -geschwungene Hals mit Doppelmähne entspringt einer kurzen und steil gelagerten Schulter. Die Brust ist breit, tief und muskelbepackt, der Widerrist zwar stark ausgeprägt, aber oftmals gänzlich durch die Muskulatur verdeckt. Der kurze, gerade Rücken mit ausladender Rippenwölbung mündet über eine muskulöse, kurze und breite Nierenpartie in einer langen und breiten Spaltkruppe, die leicht bis stark abfällt und einen hohen Schweifansatz aufweist. Das trockene, muskulöse Fundament besitzt kräftige, klar markierte, breite Gelenke und Sehnen sowie kurze, dicke Röhrbeine, ein wenig bis gar kein Kötenbehang und große, rund und gut geformte Hufe. Das Langhaar ist üppig, aber weich und seidig. Das seidige Fell lässt die Adern erkennen.

### Stockmaß
Die Widerristhöhe des kleinen Typs beläuft sich auf 155 bis 160 cm, das Stockmaß des größeren Typs soll 161 bis 170 Zentimeter betragen.

### Gewicht
Die durchschnittliche Masse des Boulonnais beträgt 800 kg.

### Farbgebung

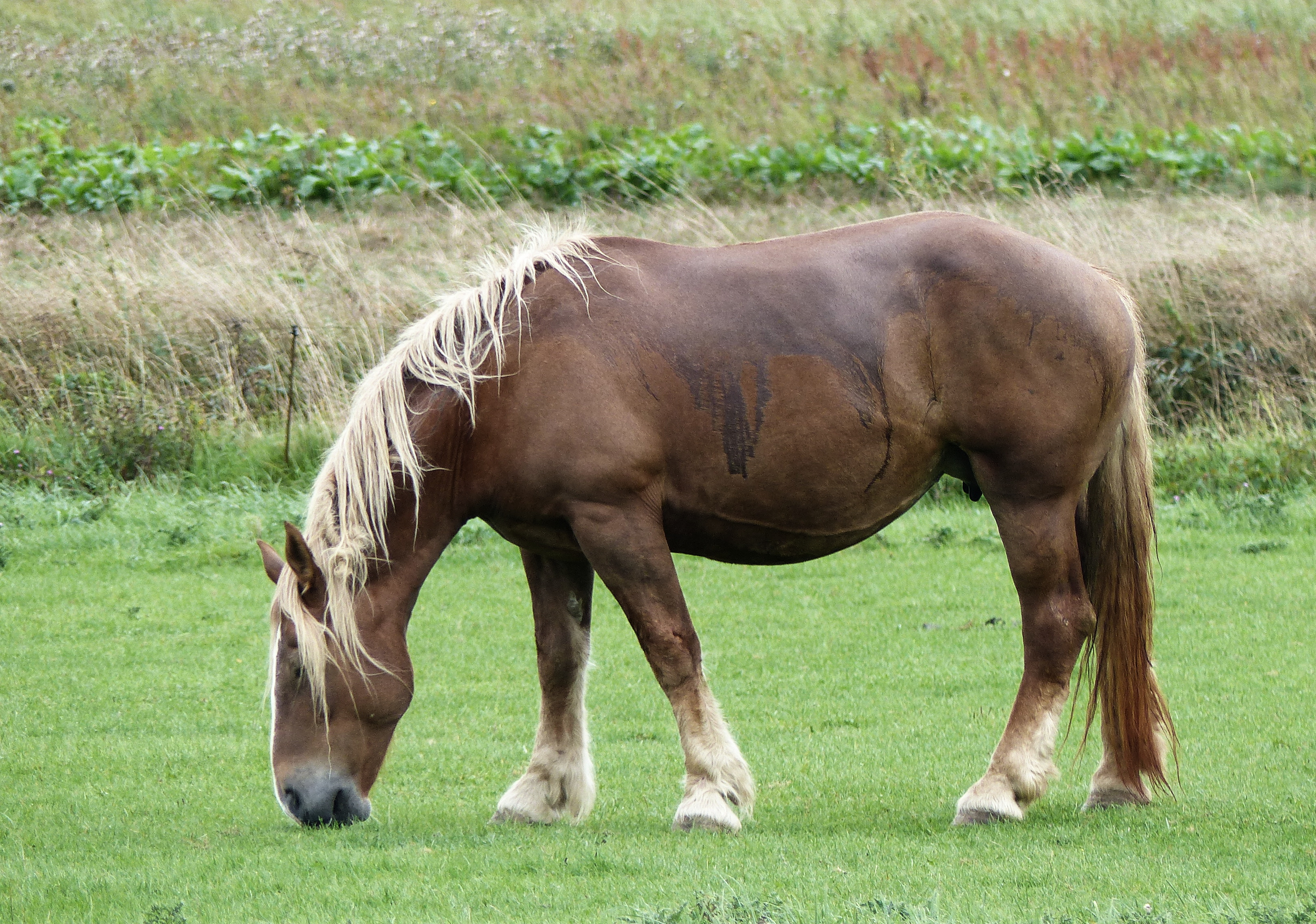
Neben der vorherrschenden Schimmelfarbe sind auch Füchse (ca. 15 %), Braune und Rappen anzutreffen

Der Boulonnais ist meist ein Schimmel, selten sind Füchse (ca. 15 Prozent) und Braune vertreten. Sehr selten kommen auch Rappen vor.

### Typen
Es gibt 2 verschiedene Typen, die sich im 17. Jahrhundert entwickelten:
- Der kleinere, agilere Boulogne-sur-Mer oder Mareyeur (übersetzt: Verkäufer von Fisch), der im 17. und 18. Jahrhundert den frisch gefangenen Fisch und Meeresfrüchten auf die Pariser Märkte brachte und einen schnellen und ausdauernden Trab besitzt. Er ist, da die Rasse mittlerweile hauptsächlich für die Fleischproduktion verwendet wird, nahezu ausgestorben.[1][2][3][6]
- Der schwerere, als Arbeitspferd im schweren Zug, zum Abkoppeln von Lokomotiven und Beladen von Schiffen, verwendete Dunkerque, der ursprünglich im 19. Jahrhundert entstand und zur Arbeit in Rübenfeldern eingesetzt wurde. Heute wird er meist als Schlachtpferd eingesetzt.[1][2][3][6]

## Gangarten
Das Boulonnais zeigt in allen Gangarten leichtfüßige Bewegungen. Sein Schritt ist bodendeckend und fördernd, der Trab energisch und raumgreifend. Der Zuchtverband bemerkt, dass er ausbalanciert und mit gut getragenem Hals und hoch erhobenen Kopf trabt.

## Interieur
De Boulonnais zeigt einen gutartigen, frommen Charakter und ein lebhaftes, energisches Temperament. Er besitzt außerdem viel Ausdauer, eine robuste Gesundheit und eine enorme Frühreife, so können schon eineinhalb Jahre alte Rassevertreter für leichte Arbeit im Geschirr verwendet werden.

## Verwendung

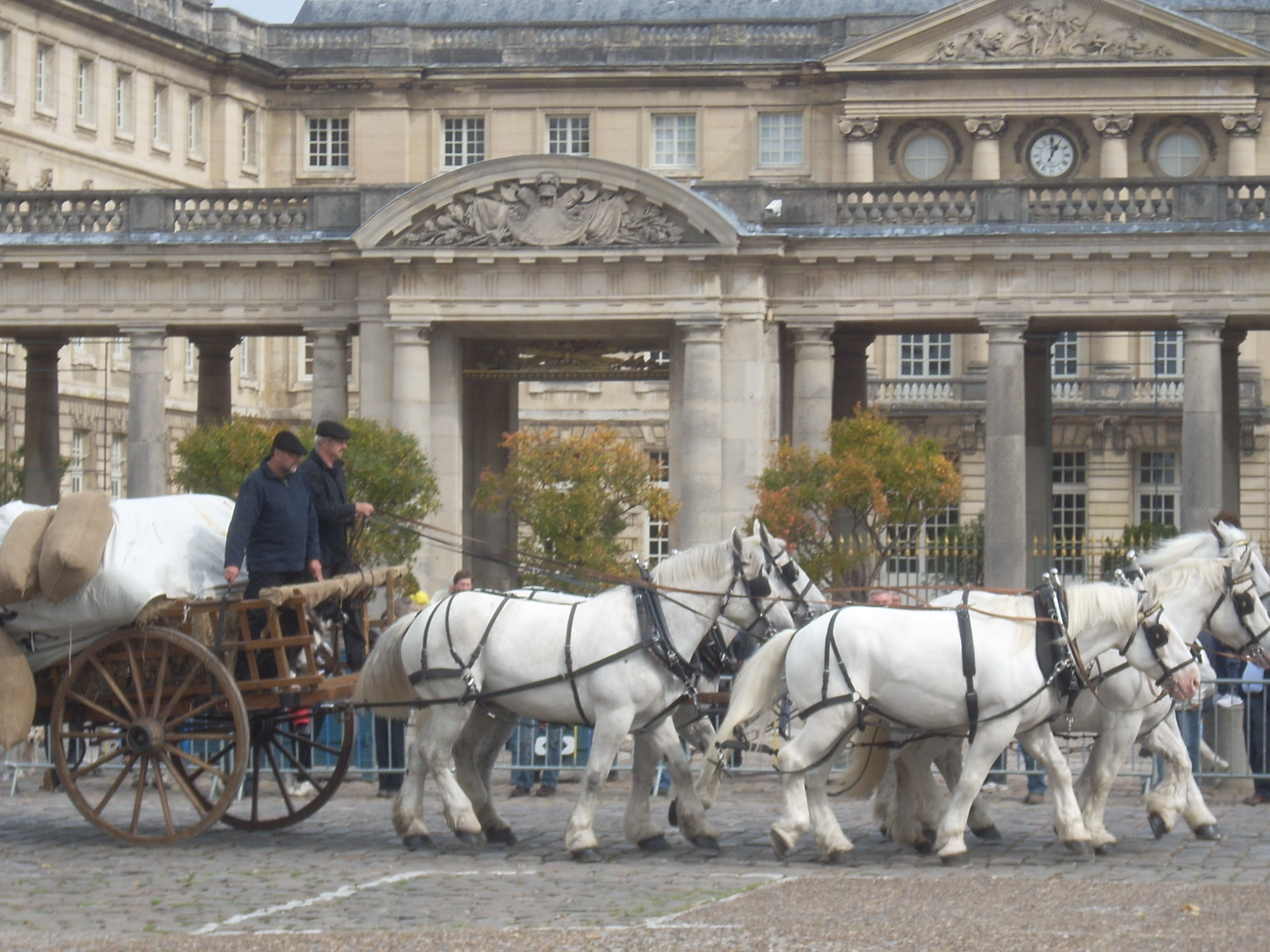
Boulonnais als Fahrpferde – hier ein Fünfspänner

Der Boulonnais wird hauptsächlich als Schlachtpferd eingesetzt, ein weiteres Verwendungsgebiet ist Fahren, landwirtschaftliche Arbeiten und der Freizeitpferdesport.

## Rassestandard

### Frankreich
Die Boulonnais haben muskulöse Beine mit kurzen, dicken Röhrenbeinen, seidiges Fell und einen edlen Kopf mit orientalischer Prägung. Das Stockmaß reicht von 150 bis über 170 cm. In dieser Rasse gibt es überwiegend Schimmel.
Der Kopf soll einen vornehmen Ausdruck und bewegliche, nach vorne zeigende Ohren besitzen und in keinem Fall einen fleischigen Übergang zum Hals oder einen konvexen Nasenrücken aufweisen. Der Hals wird lang und gut gewölbt gewünscht und soll einer langen und schrägen Schulter entspringen. Die Brust wird breit, der Widerrist gut ausgeprägt gewünscht. Das ideale Boulonnais besitzt einen breiten, weder durchhängenden noch zu geraden Rücken. Angestrebt sind eine lange und muskulöse Kruppe. Angestrebt werden muskulöse Ober- und -Unterarme, wobei letzterer zudem lang sein soll, gleiches gilt für Ober- und Unterschenkel. Das Vorderfußwurzelgelenk des idealen Boulonnais ist breit und klar, das Sprunggelenk breit, wohlgeformt und leicht gebeugt. Das Röhrbein wird kurz, breit und massiv gewünscht. Die Fesseln sollen trocken und kräftig sein, die Hufe breit und mit einem deutlichen Kronenrand versehen sein. Die Vorderbeine dürfen seitlich gesehen nicht rückbiegig sein.
Der Schritt wird geschmeidig, der Trab aktiv, ausbalanciert und mit gutem Schub aus der Hinterhand gewünscht.
In die Bewertung kann jeder Bewertungspunkt (Exterieur, Gliedmaßen und deren Stellung, Gangarten, Boulonnais-Typ) zu einem Viertel einfließen.

### Deutschland
Das allgemeine Zuchtziel lautet: "Gezüchtet wird ein leichtes bis mittelschweres Kaltblutpferd mit Schönheit und Adel, das energisch und arbeitswillig ist und als Zugpferd im land- und forstwirtschaftlichen Bereich eingesetzt werden kann."
Der elegant und kurz gewünschte Kopf soll eine flache Stirn, wache Augen, weite Nüstern und kleine, bewegliche Ohren aufweisen. Angestrebt ist ein starker, mit einer üppigen Doppelmähne versehener Hals, der einer gut gelagerten Schulter entspringen soll. Der ideale Boulonnais soll zudem eine breite Brust, einen gut gelagerten Widerrist sowie einen geraden Rücken mit guter Rippenwölbung besitzen. Das Fundament wird kräftig und gut bemuskelt gewünscht und soll mit klaren Gelenken, kurzen Röhrbeinen und nur wenig Kötenbehang versehen sein.
Das Boulonnais soll sich in Schritt und Trab mit lebhaften, energischen Bewegungen fortbewegen, ein energisches und arbeitswilliges Interieur besitzen und als Zugpferd im land-  und forstwirtschaftlichen Bereich einsetzbar sein.

## Zucht

### Geschichte
Boulonnaispferde wurden im Nordwesten Frankreichs seit dem 14. Jahrhundert als Kriegspferde benutzt.
Die Boulonnais haben Einflüsse von drei verschiedenen Pferderassen: Einmal vom spanischen Pferd, das den Boulonnais Gesundheit, Einsatzfreude und den Körperbau vererbte. Der Araber verbesserte das Gangvermögen und übertrug seinen Adel und seine Intelligenz.
Im Jahr 1911 gab es Bestrebungen, diese Kaltblutrasse schwerer zu züchten, weil man hoffte, sie werde so besser mit den Motorfahrzeugen konkurrieren können.

### Inzucht
Einige wenige Hengste haben die Rasse stark geprägt. So hat der Hengst Fréthun (* 1949) bei allen Eintragungen durchschnittlich einen genetischen Anteil von 14 Prozent. Ebenfalls häufig sind in den ersten drei Generationen Trésor (* 1963), Asterix (* 1966) und Prince (* 1981) vertreten.
Um die hohe Inzucht zu bekämpfen, entstand im Jahr 2010 ein B-Zuchtbuch, in das Kreuzungsprodukte zwischen Boulonnias und einer weiteren Pferderasse (z. B. Arabisches Vollblut) aufgenommen werden.

### Zuchtgebiet
Hauptzuchtgebiet ist der Nordwesten Frankreichs, hauptsächlich in den Departments pas-de-Calais, Nord, Somme, Seine-Maritime und Oise. Im Ausland ist es nicht sehr verbreitet. Um das Aussterben der Pferderasse zu verhindern, wird ein großer Teil der Boulonnais auf staatlich finanzierten Gestüten gezüchtet, das staatliche Hengstdepot befand sich in Haras national de Compiègne.

### Bestand
Die französische Boulonnais-Population beläuft sich laut des Domestic Animal Diversity Information System Stand 2018 auf etwa 6.200 Exemplare, davon stehen rund 500 Hengste und 3.300 Stuten im Zuchteinsatz. Der Zuchtverband, Syndicat hippique boulonnais, gibt deutlich geringe Zahlen an: ca. 420 Stuten und rund 70 Hengste im Zuchteinsatz. Zudem beziffert er die jährliche Geburtenrate auf durchschnittlich 180 Fohlen.
In Deutschland gibt es fünf Stuten und zwei Hengste, die beim Zuchtverband für deutsche Pferde registriert sind (Stand: 20. Mai 2020).